# 20 (število)
20 (dvájset) je naravno število, za katero velja 20 = 19 + 1 = 21 − 1.

## V matematiki
- osnova dvajsetiškega številskega sistema.
- sestavljeno število.
- tretje obilno število {\displaystyle \sigma ^{*}(20)=1+2+4+5+10=22>20}
- tretje Zumkellerjevo število.
- peto podolžno število {\displaystyle 20=4\cdot 5=0+2+4+6+8\;\,}.
- šesto desetiško samoštevilo
- vsota prvih štirih trikotniških števil 20 = 1 + 3 + 6 + 10 in zato četrto četversko število (tetraedrsko število).
- Harshadovo število.
- število stranskih ploskev ikozaedra.

## V znanosti
- vrstno število 20 ima kalcij (Ca).
- tretje magično število v fiziki.

## Drugo

### Leta
- 420 pr. n. št., 320 pr. n. št., 220 pr. n. št., 120 pr. n. št., 20 pr. n. št.
- 20, 120, 220, 320, 420, 520, 620, 720, 820, 920, 1020, 1120, 1220, 1320, 1420, 1520, 1620, 1720, 1820, 1920, 2020, 2120